# Diego del Río
Diego del Río (Buenos Aires, 4 de septiembre de 1972) es un ex tenista profesional de Argentina.

## Carrera
Del Rio era un especialista en dobles y apareció en el cuadro principal de siete torneos de Grand Slam. Solo una vez avanzó más allá de la primera ronda, que fue en el Torneo de Roland Garros de 1999 con Martín Rodríguez, donde llegaron a la ronda de 16. El argentino también compitió en los dobles mixtos en ese evento (se asoció con Laura Montalvo), así como en Wimbledon de ese año (con María Fernanda Landa), pero cayó en la primera ronda en cada uno. Estuvo involucrado en un largo set decisivo en el Abierto de Australia de 1999, donde él y su compañero Mariano Puerta perdieron 13-15, ante Brent Haygarth y T.J. Middleton.
En 1998, él y Puerta ganaron el Bancolombia Open. Sería la única final que alcanzaría del Río durante su carrera en el ATP Tour. También había sido semifinalista en Colombia dos años antes y llegó a semifinales en el Merano Open de 1999.

## Finales de carrera de ATP

### Dobles: 1 (1–0)
| Resultado | N.º | Año  | Torneo           | Superficie    | Compañero      | Oponentes              | Puntaje final |
| --------- | --- | ---- | ---------------- | ------------- | -------------- | ---------------------- | ------------- |
| Ganador   | 1.  | 1998 | Bogotá, Colombia | Tierra batida | Mariano Puerta | Gábor Köves Eric Taino | 6–7, 6–3, 6–2 |

## Títulos Challenger

### Dobles: (12)
| N.º | Año  | Torneo                  | Superficie    | Compañero                | Oponentes                           | Puntaje final           |
| --- | ---- | ----------------------- | ------------- | ------------------------ | ----------------------------------- | ----------------------- |
| 1.  | 1997 | Ginebra, Suiza          | Tierra batida | Mariano Puerta           | Guillaume Marx Olivier Morel        | 6–3, 6–4                |
| 2.  | 1997 | Buenos Aires, Argentina | Tierra batida | Daniel Orsanic           | Pablo Albano Luis Lobo              | 6–4, 4–6, 6–1           |
| 3.  | 1998 | Biella, Italia          | Tierra batida | Eric Taino               | Emanuel Couto Joao Cunha-Silva      | 7–6, 5–7, 6–2           |
| 4.  | 1998 | Contrexéville, Francia  | Tierra batida | Martín Rodríguez         | Álex López Morón Jairo Velasco, Jr. | 7–6, 4–6, 6–4           |
| 5.  | 1998 | São Paulo, Brasil       | Tierra batida | Martín Rodríguez         | Edwin Kempes Peter Wessels          | 7–6, 6–3                |
| 6.  | 1998 | Lima, Perú              | Tierra batida | Martín Rodríguez         | Federico Browne Eduardo Medica      | 6–4, 7–6                |
| 7.  | 2000 | Ginebra, Suiza          | Tierra batida | Edgardo Massa            | Yves Allegro Julien Cuaz            | 7–5, 7–6(8–6)           |
| 8.  | 2001 | Montauban, France       | Tierra batida | Vadim Kutsenko           | Tuomas Ketola Orlin Stanoytchev     | 6–4, 6–2                |
| 9.  | 2001 | Ginebra, Suiza          | Tierra batida | Orlin Stanoytchev        | Feliciano López Francisco Roig      | 2–6, 7–6(7–0), 7–6(7–3) |
| 10. | 2001 | Montevideo, Uruguay     | Tierra batida | Martín Vassallo Argüello | Gastón Etlis Mariano Hood           | W/O                     |
| 11. | 2002 | Freudenstadt, Alemania  | Tierra batida | Leonardo Olguín          | Juan Balcells Yuri Schukin          | 7–6(7–2), 6–4           |
| 12. | 2002 | Aschaffenburg, Alemania | Tierra batida | Andrés Schneiter         | Kornél Bardóczky Zoltán Nagy        | 6–3, 3–6, 6–3           |